# Liste de musées en France
Pour les autres articles nationaux ou selon les autres juridictions, voir Liste des musées par pays.
 (juin 2022).
Si vous disposez d'ouvrages ou d'articles de référence ou si vous connaissez des sites web de qualité traitant du thème abordé ici, merci de compléter l'article en donnant les références utiles à sa vérifiabilité et en les liant à la section « Notes et références ».
| Carte des 18 régions françaises après le redécoupage de 2015. |
| Hauts- · de- · France Normandie Île-de- · France Grand Est Bourgogne- · Franche-Comté Centre- · Val de Loire Pays · de la Loire Bretagne Nouvelle- · Aquitaine Auvergne- · Rhône-Alpes Occitanie Provence- · Alpes- · Côte d'Azur Corse Guyane Guadeloupe Martinique Mayotte La RéunionBelgique Luxembourg Allemagne Suisse Liechtenstein Italie Monaco Royaume-Uni Pays-Bas Andorre Brésil Suriname EspagneMer · du Nord Manche Golfe de · Gascogne Mer Méditerranée |

Cet article présente une liste de musées situés en France par localisation.
La France compte plus de 1 200 musées ayant l'appellation Musée de France, mais le nombre d'établissements muséaux « peut s'étendre à 10 000 si l’on englobe tous les « musées » et lieux d’exposition ».

## Auvergne-Rhône-Alpes

### Allier
- Arronnes : maison de la Paysannerie
- Audes : musée du Canal de Berry
- Beaulon : musée rural
- Bellenaves : musée automobile
- Bellerive-sur-Allier : musée de Vesse
- Bourbon-l'Archambault : musée Augustin Bernard
- Braize : maison de l'Âne bourbonnais et son musée
- Cérilly : maison natale Charles-Louis-Philippe
- Chareil-Cintrat : conservatoire des anciens Cépages
- Charmeil : La Cristallière
- Charroux :
  - musée des Traditions populaires ;
  - maison des Horloges.
- Châtelus : musée de l'École
- Châtelperron : Préhistorama
- Couleuvre : musée de la Porcelaine
- Cusset : musée de la Tour prisonnière
- Domérat : musée du Vignoble
- Droiturier : musée de la Figurine
- Ébreuil : musée de la Maréchalerie
- Échassières :
  - Wolframines ;
  - Espace Nature du Val de Sioule.
- Ferrières-sur-Sichon : musée du Glozel
- Gannat : musée Yves-Machelon
- Gipcy : musée des Métiers et Traditions
- Hérisson : musée du Terroir hérissonnais
- Huriel : musée du Donjon de la Toque
- Jaligny-sur-Besbre : Les Pieds dans l'Eau - Exposition René Fallet
- Jenzat : maison du Luthier
- Lapalisse : musée de l'Art en marche
- Le Breuil :
  - maison de la Meunerie ;
  - atelier de Modélisme.
- Le Donjon : maison du Patrimoine
- Le Mayet-de-Montagne :
  - Miniatures - Le Monde du Cirque ;
  - musée de la Vannerie-L'Osarium.
- Le Veurdre : maison du Patrimoine et de la Batellerie
- Magnet : Électrodrome
- Marcillat-en-Combraille : maison de la Combraille
- Molinet : Le Costume à travers les Âges
- Montcombroux-les-Mines : musée de la Mine
- Moulins :
  - musée de la Visitation ;
  - Centre national du costume de scène ;
  - musée Anne-de-Beaujeu et maison Mantin ;
  - Centre de l'Illustration musée de l'Illustration jeunesse (MIJ) ;
  - Espace Nature du Val d'Allier ;
  - musée du Bâtiment ;
  - Citévolution.
- Montaigu-le-Blin : Musée rural
- Montluçon :
  - Mupop ;
  - musée de la Résistance ;
  - musée de La Louvière.
- Néris-les-Bains : Musée gallo-romain
- Noyant-d'Allier : Train touristique du musée de la Mine
- Saint-Clément : musée de l'Agriculture d'antan
- Saint-Gerand-le-Puy : musée James-Joyce
- Saint-Nicolas-des-Biefs :
  - musée du Verrier ;
  - musée de la Saboterie (Boffet)
- Saint-Pourçain-sur-Sioule :
  - musée Vigne et Terroir ;
  - maison de la Lithographie et Art moderne
- Saint-Prix : Véhicules anciens industriels et agricoles
- Souvigny : musée du Grand Site
- Treignat : musée de la Mob
- Urçay : maison de la Dentelle
- Valignat : Musée agraire et artisanal- La Source
- Vallon-en-Sully : musée des Maquettes animées de pierre Cognet
- Vermand : Musée du Vermandois
- Verneuil-en-Bourbonnais : musée du Lavage et du Repassage
- Vichy :
  - musée des Arts d’Afrique et d’Asie ;
  - Musée surréaliste François Boucheix ;
  - Musée municipal de Vichy ;
  - musée de l’Opéra ;
  - musée Valery-Larbaud.
- Ygrande : musée Émile Guillaumin
- Yzeure : Gallinothèque.

### Drôme
- Die : musée de Die et du Diois
- Génissieux : musée de la Poupée
- Lens-Lestang : musée de l'Ours et de la Poupée
- Montélimar :
  - musée du château des Adhémar ;
  - musée européen de l'Aviation de chasse.
  - Musée d'art contemporain Saint-Martin.
- Romans sur Isère : musée international de la Chaussure
- Saint-Paul-Trois-Châteaux : musée d'Archéologie tricastine
- Tain l'Hermitage : musée Palué
- Valence :
  - Centre du patrimoine arménien de Valence ;
  - musée d'Art et d'Archéologie.

### Loire
- Ambierle : musée Alice Taverne
- Andrézieux-Bouthéon : château de Bouthéon (centres d'interprétation du Forez et du fleuve Loire)
- Apinac : moulin du Vignal
- Belleroche : musée de l'École
- Boën-sur-Lignon : musée des Vignerons du Forez (château de Chabert)
- Briennon : Muséo'parc du Marinier
- Bussières : musée du Tissage et de la Soierie
- Cervières : maison des Grenadières
- Charlieu :
  - musée de la Soierie ;
  - Musée hospitalier.
- Chazelles-sur-Lavieu : couvent des curiosités
- Chazelles-sur-Lyon : Atelier-Musée du Chapeau (La Chapellerie)
- Cordelle : musée des Engins de Travaux publics
- Le Crozet : musée des Arts et Traditions populaires du Crozet
- Estivareilles : musée d'Histoire du XXe siècle
- Feurs : musée de Feurs
- Firminy :
  - château des Bruneaux ;
  - musée des Pompiers.
- Grézolles : Musée historial
- Jonzieux : maison de la Passementerie
- Marlhes : maison de la Béate
- Montbrison :
  - musée d'Allard
  - musée de la Diana
- Montchal : maison de l'Histoire locale
- Montrond-les-Bains : Musée postal du Forez
- Panissières : musée de la Cravate
- Riorges : musée de la Maille
- Roanne :
  - Musée des Beaux-Arts et d'Archéologie Joseph-Déchelette ;
  - Écomusée du Roannais.
- Saint-Appolinard : maison de la Radio TSF
- Saint-Bonnet-le-Château : musée international de la Boule de pétanque (Obut)
- Saint-Bonnet-les-Oules : musée de la Ferme forézienne
- Saint-Chamond : Mausa H07 (Musée d'art urbain et de street art)
- Saint-Étienne :
  - musée d'Art et d'Industrie ;
  - musée du vieux Saint-Étienne ;
  - musée de la Mine ;
  - musée des Verts ;
  - mémorial de la Résistance et de la Déportation de la Loire ;
  - ateliers et conservatoire des meilleurs Ouvriers de France ;
  - Espace archéologique Forez-Jarez.
- Saint-Étienne-le-Molard : château de la Bastie d'Urfé
- Saint-Galmier : musée Badoit (Source Badoit)
- Saint-Germain-Laval :
  - automusée du Forez ;
  - Musée municipal.
- Saint-Jean-Bonnefonds : maison du Passementier
- Saint-Just-Saint-Rambert : musée des Civilisations (quartier Saint-Rambert)
- Saint-Marcellin-en-Forez : maison de l'Armorial
- Saint-Martin-la-Plaine : La Mourine, maison des Forgerons
- Saint-Martin-la-Sauveté : maison des Traditions
- Saint-Priest-en-Jarez :
  - musée d'Art moderne et contemporain de Saint-Étienne Métropole ;
  - musée des transports urbains de Saint-Étienne et sa région.
- Sauvain : maison sauvagnarde
- La Talaudière : maison du Patrimoine et de la Mesure
- La Terrasse-sur-Dorlay : maison des Tresses et Lacets
- Unieux : moulin de la Fenderie
- Usson-en-Forez : écomusée des Monts du Forez
- Villerest : musée de l'Heure et du Feu

### Haute-Loire
- Allègre : espace muséographique du Mont-Bar
- Ally : mine d'antimoine, d'argent et de plomb de la Rodde
- Aurec-sur-Loire : musée du Vin et de la Vigne du Moine-Sacristain
- Auzon :
  - écomusée du Pays d'Auzon ;
  - musée Vespa.
- Blesle : musée de la Coiffe
- Brioude :
  - atelier-musée de la Dentelle ;
  - musée du Saumon ;
  - maison de Mandrin.
- Auvers : musée national de la Résistance au Mont Mouchet
- Chamalières-sur-Loire : musée de la Dentelle
- Champclause : Mézenc-Meygal-Miniature
- Chaudeyrolles : maison du Fin Gras
- Chavaniac-Lafayette : château-musée La Fayette
- Chilhac : musée de Paléontologie Christian-Guth
- Frugières-le-Pin : musée de la Résistance, de la Déportation et Seconde Guerre mondiale Joseph-Lhomenède
- La Chaise-Dieu : musée de Cire de l'Historial
- Langeac :
  - musée Mémoires du Jacquemart ;
  - Historial Agnès de Langeac.
- Lavaudieu :
  - maison des Arts et Traditions populaires ;
  - maison de l'Abeille.
- Lavoûte-Chilhac : maison des Oiseaux du Haut-Allier
- Le Chambon-sur-Lignon :
  - Images et Paroles de nos villages-Exposition Gare de Chambon ;
  - espace d'Art contemporain Les Roches.
- Le Monastier-sur-Gazeille :
  - musée des Croyances populaires et centre culturel européen au château abbatial ;
  - musée de l'École.
- Le Puy-en-Velay :
  - Musée Crozatier ;
  - musée des Croyances populaires au Puy-en-Velay ;
  - musée d'Art religieux ;
  - musée interactif de l'Hôtel-Dieu.
- Les Estables : maison de la Béate à La Vacheresse
- Moudeyres : écomusée de la Ferme des Frères Perrel
- Pradelles : Cheval-Land, musée vivant du Cheval de trait
- Retournac : musée des Manufactures de dentelles
- Saint-Arcons-d'Allier : musée du Fer blanc ancien et moderne
- Saint-Didier-en-Velay : musée d'Arts et de Traditions populaires
- Saint-Front : écomusée Les Chaumières de Bigorre
- Saint-Ilpize : musée conservatoire des Cépages de la Ribeyre
- Saint-Paulien : musée gallo-romain
- Saint-Julien-Chapteuil : musée Jules-Romains-Office de Tourisme
- Saint-Victor-sur-Arlanc : musée de la Radio
- Sainte-Sigolène : musée La Fabrique
- Saugues ;
  - musée fantastique de la Bête du Gévaudan ;
  - Diorama de Saint-Bénilde.
- Tence : musée de la Pharmacie
- Vieille-Brioude : musée de la Vigne et du Patrimoine
- Yssingeaux :
  - musée Saint-Roch ;
  - musée d'Arts et Traditions populaires de Versilhac.

### Puy-de-Dôme
- Ambert :
  - moulin Richard de Bas - Musée historique de la Papeterie ;
  - musée de la Fourme d'Ambert et des Fromages d'Auvergne ;
  - Mus'énergie (musée de la Machine agricole à vapeur) - AGRIVAP.
- Ardes-sur-Couze : musée des Vieux métiers
- Arlanc : musée de la Dentelle à la main
- Aubière : musée de la Vigne et du Vin de Basse-Auvergne
- Besse-et-Saint-Anastaise :
  - musée du Ski ;
  - maison de l'Abeille ;
  - Scénovision La Ferme Boinchoux (Olpicière).
- Brassac-les-Mines :
  - musée Peynet ;
  - musée de la Mine Bayard.
- Chamalières : musée de la Résistance, de l'Internement et de la Déportation
- Chapdes-Beaufort : Chemin Fais'Art
- Charbonnières-les-Varennes : manoir de Veygoux
- Clermont-Ferrand :
  - musée d'Art Roger-Quilliot ;
  - musée Bargoin ;
  - muséum Henri-Lecoq ;
  - Centre photographique hôtel Fontfreyde ;
  - L'Aventure Michelin.
- Cunlhat :
  - écomusée du Livradois ;
  - L'Usine à Sons - Musée du Disque.
- Égliseneuve-d'Entraigues : maison des Fromages AOP d'Auvergne
- Ennezat : musée
- Issoire :
  - tour de l'Horloge ;
  - centre d'Art roman Georges-Duby ;
  - musée de la Pierre philosophale - musée de Minéralogie.
- La Roche-Blanche : Musée archéologique de la bataille de Gergovie
- La Bourboule : Minéralexpo - Espace géologique de la Bourboule Casino Chardon
- Le Mont-Dore :
  - micromusée Le Pailleret ;
  - taillerie du Sancy.
- Lezoux : musée départemental de la Céramique de Lezoux
- Maringues : musée de la Tannerie Grandval
- Marsac-en-Livradois : musée des Pénitents blancs du Livradois
- Menat :
  - maison du Pays ;
  - musée de Paléontologie.
- Messeix :
  - musée de l'École rurale d'Auvergne 1930 ;
  - musée de la Mine et du Rail - Minérail aux Gannes.
- Miremont : musée Retour sur le Passé
- Murat-le-Quaire : scénomusée de La Toinette et Julien
- Murol :
  - musée des Peintres de l'École de Murol ;
  - musée archéologique du Parc municipal du Prélong.
- Olliergues : musée des Métiers et Traditions
- Pont-du-Château : château-musée de la Batellerie d'Allier-Pierre-Mondanel
- Pontgibaud : musée des Mines d'argent - château Dauphin
- Riom :
  - musée Francisque-Mandet ;
  - musée régional d'Auvergne Arts et Traditions populaires ;
  - Musée Baster - Musée de la Moto.
- Royat : musée de la Ville
- Saint-Anthème :
  - Musée paysan de la Vallorgue ;
  - musée de la Miniature ;
  - La Jasserie du Coq Noir, musée de l'Estive et de la Vie rurale, au col des Supeyres.
- Saint-Éloy-les-Mines : maison de la Mine et du Tourisme
- Saint-Gervais-d'Auvergne : musée de la Résistance en Combrailles : Zone 13
- Saint-Gervais-sous-Meymont : atelier encyclopédique des Arts et Techniques - Maison du Parc Livradois-Forez
- Saint-Martin-des-Olmes : musée de l'École 1900
- Saint-Nectaire :
  - maison du Fromage ;
  - ferme Bellonte (Farges).
- Saint-Pierre-la-Bourlhonne : Jasserie Jean Marie
- Saint-Sauves-d'Auvergne :
  - Monde merveilleux du Train et de la Miniature et Le Village de l'Auvergnat ;
  - ferme du Petit Planchat.
- Saurier : maison du Louvetier
- Sauxillanges : maison du Patrimoine
- Tauves : maison de l'Artisanat rural
- Thiers :
  - musée de la Coutellerie et ses ateliers de fabrication ;
  - Donation Calam - château du Pirou ;
  - centre d'Art contemporain du Creux de l'enfer ;
  - maison de l'Aventure industrielle - usine du May ;
  - vallée des Rouets ;
  - cité des Couteliers ;
  - château de la Chassaigne
  - orangerie du Moûtier ;
  - ateliers de fabrication Le Thiers.
- Vernet-la-Varenne :
  - musée des Automates ;
  - maison de l'Améthyste - château de Montfort.
- Vertolaye : scénomusée Gare de l'Utopie
- Vic-le-Comte : maison des Espaces naturels du Puy-de-Dôme
- Viverols : musée Louis-Terrasse
- Volvic :
  - Musée municipal de Sahut ;
  - maison de la Pierre de Volvic.

### Rhône
- Amplepuis : musée Barthélemy Thimonnier
- Beaujeu : musée des Traditions populaires Marius Audin
- Belleville sur Saône : musée de l'Hôtel-Dieu
- Brindas : musée Théâtre Guignol
- Brussieu : musée de la Mine d'argent Jacques-Cœur
- Corbas: musée de l'Aviation Clément Ader
- Pomeys : Musée océanien de la Neylière
- Saint-Jean-des-Vignes : espace Pierres Folles
- Saint-Julien : musée Claude Bernard
- Saint-Pierre-la-Palud : musée de la Mine et de la Minéralogie
- Saint-Romain-en-Gal : Musée archéologique de Saint-Romain-en-Gal
- Sainte-Consorce : musée Antoine Brun
- Thizy-les-Bourgs : écomusée du Haut-Beaujolais
- Villefranche-sur-Saône : musée Paul-Dini
- Yzeron : maison d'exposition de l'Araire

### Métropole de Lyon

#### Lyon
- Lyon 1 : musée des Beaux-Arts
- Lyon 2 :
  - musée des Tissus et des Arts décoratifs ;
  - musée de l'Imprimerie et de la Communication graphique ;
  - musée des Confluences.
- Lyon 3 :
  - musée des Moulages ;
  - Mémorial national de la Prison de Montluc.
- Lyon 4 :
  - maison des Canuts ;
  - Association Soierie vivante.
- Lyon 5 :
  - Lugdunum ;
  - musées Gadagne ;
  - Institut franco-chinois de Lyon ;
  - musée Miniature et Cinéma ;
  - musée des Automates ;
  - musée de Fourvière ;
  - musée du Trésor de Saint-Jean.
- Lyon 6 : musée d'Art contemporain
- Lyon 7 :
  - Centre d'histoire de la résistance et de la déportation ;
  - musée africain des Cultures de l'Afrique de l'Ouest.
- Lyon 8 :
  - Villa Lumière, Hangar du Premier-Film ;
  - Institut Lumière, musée Lumière ;
  - musée urbain Tony-Garnier ;
  - musée Testut-Latarjet ;
  - musée d'Histoire de la médecine et de la pharmacie ;
  - musée dentaire de Lyon.
- Lyon 9 :
  - musée Jean Couty ;
  - musée des Sapeurs-pompiers ;
  - musée de l'Outil.

#### Autres communes de la métropole
- Bron : aéro-musée de la Région lyonnaise
- Caluire-et-Cuire : mémorial Jean Moulin (à Caluire)
- Corbas : musée de l'Aviation de Lyon-Corbas
- Craponne : musée de la Blanchisserie
- Givors :
  - maison du fleuve Rhône ;
  - musée de la Résistance et de la Déportation de Givors.
- Marcy l'Étoile : musée des sciences biologiques docteur Mérieux
- Poleymieux-au-Mont-d'Or : musée Ampère
- Rochetaillée-sur-Saône : musée de l'Automobile Henri Malartre
- Saint-Cyr-au-Mont d'Or : musée de l'École nationale supérieure de la police
- Saint-Romain-au-Mont-d'Or : musée L'Organe (Demeure du Chaos)
- Vaulx-en-Velin :
  - EbulliScience ;
  - planétarium.
- Villeurbanne : institut d'Art contemporain

### Savoie
- Aillon-le-Jeune : maison du Patrimoine Baujou Chartreuse d'Aillon
- Aime : musée Pierre Borrione
- Aix-les-Bains :
  - musée archéologique ;
  - musée Faure.
- Albertville : maison des Jeux olympiques d'hiver
- Apremont : maison de la Vigne et du Vin
- Argentine : musée du Félicien
- Aussois :
  - musée du Patrimoine ;
  - parc archéologique des Lozes.
- Avrieux : centre d'interprétation du Patrimoine fortifié
- Bonneval-sur-Arc : espace Neige et Montagne
- Bourg-Saint-Maurice : musée des Minéraux et de la Faune de l'Alpe
- Chambéry :
  - musée des Beaux-Arts ;
  - musée des Charmettes ;
  - Musée savoisien ;
  - muséum d'histoire naturelle.
- Chanaz : Musée gallo-romain (les potiers de Portout)
- Conflans : musée d'Ethnographie et d'Histoire
- Crest-Voland : écomusée de Cohennoz
- École : maison Faune Flore
- Entremont-le-Vieux : musée de l'Ours des cavernes en Chartreuse
- Flumet : maison du Meunier et moulin à Tienne
- Grésy-sur-Isère :
  - écomusée de la Combe de Savoie ;
  - musée du Sapeur-pompier.
- Hauteluce : écomusée
- Hauteville-Gondon : musée de la Pomme
- Lanslebourg-Mont-Cenis :
  - espace baroque Maurienne ;
  - Musée de la Pyramide du Mont-Cenis.
- Le Planay : garage de l'Électrobus
- Les Allues :
  - musée des Allues ;
  - scierie et moulin du Raffort.
- Les Marches : moulin à papier de la Tourne
- Marthod : musée de la Taillanderie Busillet
- Modane :
  - muséobar-musée de la Frontière ;
  - fort Saint-Gobain-musée de la Fortification ;
  - laboratoire souterrain de Modane-Carré Sciences.
- Montmélian :
  - musée régional de la Vigne et du Vin ;
  - musée historique.
- Moûtiers :
  - musée des Arts et Traditions populaires de Tarentaise ;
  - musée d'Histoire et d'Archéologie.
- Peisey-Nancroix : mines de plomb et d'argent
- Saint-Jean-de-Maurienne :
  - musée des Costumes mauriennais, des Arts et des Traditions populaires ;
  - musée de l'Opinel ;
  - musée du Mont-Corbier.
- Saint-Genix-sur-Guiers : repaire Louis-Mandrin
- Saint-Georges-des-Hurtières : Le Grand Filon - Musée du Fer
- Saint-Martin-de-Belleville : musée
- Saint-Maurice-de-Rotherens : Radio-Musée Galletti
- Saint-Michel-de-Maurienne : Espace Alu - Musée de l'Aluminium
- Saint-Sorlin-d'Arves : musée
- Séez :
  - Espace baroque Tarentaise-Musée Saint-Éloi ;
  - tannerie Favre Frères.
- Sollières-Sardières : Musée archéologique
- Termignon-la-Vanoise : maison de la Vanoise
- Ugine : musée d'Arts et Traditions populaires du val d'Arly

### Haute-Savoie
- Abondance : abbaye d'Abondance
- Alby-sur-Chéran : musée de la Cordonnerie
- Alex : fondation Salomon pour l'art contemporain au château d'Arenthon
- Annecy :
  - musée-château et observatoire régional des Lacs alpins ;
  - Musée salésien ;
  - conservatoire d'Art et d'Histoire de la Haute-Savoie ;
  - cité des Techniques de l'Image et de l'Animation (CITIA) ;
  - La Turbine.
- Annemasse : villa du Parc
- Bellevaux :
  - musée de l'Histoire et des Traditions ;
  - musée de la Faune alpine.
- Chamonix-Mont-Blanc :
  - Musée alpin ;
  - espace Tairraz : musée des Cristaux et espace Alpinisme ;
  - espace Mémoire Marcel-Wibault.
- Châtel : musée d'Art sacré
- Cluses : musée de l'Horlogerie et du Décolletage
- Combloux : musée de la Pente, ferme à Isidore
- Douvaine : musée des Granges de Servette
- Évian-les-Bains :
  - le Pré Curieux ;
  - maison Gribaldi ;
  - palais Lumière.
- Évires : musée de la Poterie savoyarde
- Faucigny : musée des Ornements de la Femme
- Faverges :
  - Musée archéologique de Viuz-Faverges ;
  - muséum des Papillons et des Insectes.
- Frangy : musée de la Vache et des Alpages
- Gruffy : musée d'Histoire naturelle
- La Chapelle-d'Abondance :
  - maison des Sœurs ;
  - maison du Ski ancien.
- La Clusaz :
  - musée du Ski ;
  - scierie hydraulique.
- Le Grand-Bornand : maison du Patrimoine
- Le Petit-Bornand-les-Glières : mémoire du Maquis - plateau des Gliéres
- Lovagny : château de Montrottier
- Les Contamines-Montjoie : maison de la Réserve
- Les Gets : musée de la Musique mécanique
- Les Houches : Musée montagnard
- Manigod : maison du Patrimoine
- Marcellaz-Albanais : musée de la Fausse Monnaie
- Megève :
  - Musée municipal ;
  - musée du Haut-Val-d'Arly.
- Morzine : ardoisières des 7 Pieds aux Meuniers
- Présilly : maison du Salève
- Rumilly : musée de l'Albanais
- Saint-Gervais-les-Bains : écomusée de la Vieille Maison au Crozat
- Saint-Gingolph : musée des Traditions et des Barques du Léman
- Saint-Jean-d'Aulps : domaine de découverte de la Vallée d'Aulps, abbaye
- Saint-Jorioz : maison de Pays du Laudon
- Saint-Nicolas-de-Véroce : musée d'Art sacré
- Sallanches : centre de la Nature montagnarde au château des Rubins
- Sallenoves : musée des Allumettes
- Samoëns : ferme-écomusée Le Clos Parchet
- Sciez :
  - musée de la Préhistoire ;
  - musée des Sapeurs-Pompiers de la Haute-Savoie.
- Serraval : maison de la Pomme et du Biscantin
- Servoz : maison de l'Alpage
- Sévrier :
  - musée de la Cloche Paccard ;
  - écomusée du Lac d'Annecy.
- Seyssel : maison du Haut-Rhône
- Sixt-Fer-à-Cheval : maison de la Réserve naturelle
- Taninges : chartreuse de Mélan
- Thônes :
  - écomusée du Bois et de la Forêt ;
  - musée du Pays de Thônes ;
  - galerie des Amis du Val de Thônes.
  - Site de Morette :
  - musée départemental de la Résistance ;
  - mémorial départemental de la Déportation.
- Thonon-les-Bains :
  - musée du Chablais ;
  - écomusée de la Pêche et du Lac.
- Vallorcine : maison de Barberine
- Viuz-en-Sallaz : Musée paysan
- Yvoire : espace culturel de La Châtaignière

## Bourgogne-Franche-Comté

### Côte-d'Or
- Alise-Sainte-Reine : MuséoParc Alésia
- Auxonne : musée Bonaparte
- Beaune :
  - musée des Beaux-Arts ;
  - musée Étienne-Jules Marey ;
  - musée de l’Hôtel-Dieu ;
  - musée du Vin de Bourgogne.
- Châtillon-sur-Seine : musée du Pays Châtillonnais
- Dijon :

- - musée des Beaux-Arts ;
  - Musée archéologique ;
  - musée de la vie bourguignonne Perrin de Puycousin ;
  - musée Magnin ;
  - musée d'Art sacré ;
  - muséum d’histoire naturelle ;
  - musée Rude.
- Montbard :
  - musée des Beaux-Arts ;
  - musée Buffon.
- Nuits-Saint-Georges : Musée municipal
- Saint-Jean-de-Losne: maison des mariniers
- Saulieu : musée François-Pompon
- Savigny-lès-Beaune : musée-château de Savigny
- Semur-en-Auxois : Musée municipal

### Doubs
- Besançon :

  (contient également la liste des musées de l'agglomération)
- - hôpital Saint-Jacques ;
  - musée lapidaire de l'abbatiale Saint-Paul.
- Montbéliard :
  - hôtel Beurnier-Rossel ;
  - musée Cuvier ;
  - musée du Château des ducs de Wurtemberg.
- Nans-sous-Sainte-Anne : taillanderie de Nans-sous-Sainte-Anne
- Ornans : musée Courbet
- Pontarlier : Musée municipal
- Sochaux : musée de l'Aventure Peugeot
- Valentigney : musée de la Paysannerie et des Vieux Métiers

### Jura
- Bois d'Amont : musée de la Boissellerie
- Champagnole : musée d'Archéologie
- Morez : musée de la Lunette
- Saint-Claude : musée de l'Abbaye de Saint-Claude
- Salins-les-Bains : Engrenages

### Nièvre
- Château-Chinon :
  - musée du Costume ;
  - musée du Septennat de François Mitterrand.
- Clamecy : musée d'Art et d'Histoire Romain-Rolland
- Cosne-sur-Loire : musée de la Loire
- La Charité-sur-Loire : musée municipal de La Charité-sur-Loire
- La Machine : musée de la Mine
- Nevers :
  - Musée archéologique du Nivernais ;
  - musée de la Faïence et des Beaux-Arts.
- Pouilly-sur-Loire : musée Ernest Guedon
- Saint-Amand-en-Puisaye : musée du Grès
- Saint-Brisson : musée de la Résistance en Morvan
- Saint-Honoré-les-Bains : musée de la Résistance
- Varzy : musée Auguste-Grasset

### Haute-Saône
- Champagney : maison de la Négritude
- Champlitte :
  - musée départemental d'Arts et Traditions populaires ;
  - musée départemental des Arts et Techniques.
- Château-Lambert : musée départemental de la montagne
- Fougerolles : écomusée du Pays de la cerise
- Gray : musée Baron-Martin
- Loulans-Verchamp : musée du Tracteur
- Luxeuil-les-Bains : tour des échevins
- Ronchamp : musée de la mine Marcel-Maulini
- Vesoul : musée Jean-Léon Gérôme

### Saône-et-Loire
- Autun :
  - musée Rolin ;
  - musée lapidaire Saint-Nicolas ;
  - musée Verger-Tarin.
- Blanzy : musée de la Mine
- Bourbon-Lancy : musée Saint-Nazaire
- Chalon-sur-Saône :
  - musée Nicéphore-Niépce ;
  - musée Vivant-Denon.
- Charolles : musée du Prieuré
- Cluny : musée Ochier
- Le Creusot :
  - écomusée de la Communauté Le Creusot Montceau ;
  - musée de l'Homme et de l'Industrie.
- Dompierre-les-Ormes : Lab 71, complexe autour de la science, de la culture et du développement durable
- Épinac : musée de la Mine
- Louhans : musée des Beaux-Arts
- Mâcon :
  - musée des Ursulines ;
  - musée Lamartine.
- Marcigny : musée de la Tour du Moulin
- Paray-le-Monial : musée du Hiéron
- Pierre-de-Bresse : écomusée de la Bresse bourguignonne
- Prissé : musée du Parfum
- Saint-Léger-sous-Beuvray : Bibracte, musée de la Civilisation celtique
- Tournus :
  - Hôtel-Dieu : musée Greuze, musée hospitalier et musée d'Art et d'Histoire ;
  - Musée du Vélo Michel-Grézaud.

### Territoire de Belfort
- Beaucourt : musée Frédéric-Japy
- Belfort :
  - musée d'Art et d'Histoire ;
  - musée des Beaux-Arts ;
  - musée d'Art moderne - donation Maurice-Jardot.
- Étueffont : forge-musée d'Étueffont

## Bretagne

### Côtes-d'Armor
- Saint-Brieuc : musée d'Art et d'Histoire de Saint-Brieuc
- Dinan :
  - musée de Dinan ;
  - musée du Rail.
- Lamballe :
  - musée Mathurin-Méheut ;
  - musée de la Poterie.
- Langueux : musée de la Briqueterie
- Léhon : musée 39-45
- Pleumeur-Bodou : Cité des télécoms

### Finistère
- Argol : Musée vivant des vieux métiers
- Brest :
  - musée des Beaux-Arts de Brest ;
  - musée national de la Marine de Brest ;
  - tour Tanguy.
- Camaret-sur-Mer : musée naval
- Concarneau : musée de la Pêche
- Douarnenez : port-musée
- Ergué-Gabéric : musée de l'Océanographie
- Le Cloître-Saint-Thégonnec : musée du Loup
- Le Guilvinec : Haliotika, la cité de la pêche.
- Morlaix : musée des Jacobins
- Penmarc'h : musée de la Préhistoire finistérienne
- Plougastel-Daoulas : musée de la Fraise et du Patrimoine
- Pont-l'Abbé : Musée bigouden
- Pont-Aven :
  - musée des Beaux-Arts ;
  - musée Paul Gauguin.
- Quimper :
  - musée départemental breton ;
  - musée de l'Alambic ;
  - musée des Beaux-Arts.

## Centre-Val de Loire

### Indre
- Azay-le-Ferron : château-musée
- Châteauroux : musée Bertrand
- Issoudun : musée de l'Hospice Saint-Roch
- Valençay : musée de l'Automobile de Valençay
- Vatan : musée du Cirque

### Indre-et-Loire
- Amboise :
  - musée de l'Hôtel de ville ;
  - musée de La Poste.
- Azay-le-Rideau :
  - château d'Azay-le-Rideau ;
  - musée Maurice-Dufresne.
- Le Grand-Pressigny : musée de la préhistoire du Grand-Pressigny
- Richelieu : musée de Richelieu
- Tours :
  - musée des Beaux-Arts de Tours ;
  - musée du Compagnonnage ;
  - château de Saché.
- Yzeures-sur-Creuse :
  - musée Mado Robin ;
  - musée Minerve.

### Loir-et-Cher
- Blois :
  - château de Blois ;
  - La Fondation du doute ;
  - maison de la magie Robert-Houdin ;
  - centre de la Résistance, de la Déportation et de la Mémoire ;
  - musée des Beaux-Arts.
- Cheverny : château de Troussay, musée de Sologne et exposition sur les domestiques
- Montrichard : musée du Poids lourd, fermé en 2016.
- Romorantin-Lanthenay :
  - Espace Automobiles Matra ;
  - musée de Sologne.
- Saint-Viâtre : maison des Étangs.

## Corse

### Corse-du-Sud
- Ajaccio :
  - musée Fesch ;
  - domaine des Milelli ;
  - musée de la Maison Bonaparte.
- Levie : musée de l'Alta Rocca
- Sartène : musée départemental de Préhistoire corse et d'Archéologie

### Haute-Corse
- Aléria : musée d'Archéologie Jérôme-Carcopino
- Bastia : musée de Bastia
- Corte : musée de la Corse
- Lucciana : musée archéologique de Mariana - Prince Rainier III de Monaco
- Morosaglia : musée Pascal-Paoli

## Grand Est

### Ardennes
- Auflance : Musée agricole.
- Bogny-sur-Meuse :
  - musée de la Métallurgie ardennaise ;
  - musée des minéraux, roches et fossiles des Ardennes.
- Boult-aux-Bois : maison de la Nature.
- Brienne-sur-Aisne : musée de la Guerre et de la Vie rurale.
- Buzancy : maison du Cheval ardennais.
- Charleville-Mézières :
  - musée de l'Ardenne ;
  - musée Rimbaud ;
  - La Maison des Ailleurs.
- Cheveuges : musée du Piège.
- Bazeilles : maison de la Dernière cartouche.
- Floing : maison du Souvenir.
- Givet :
  - fort de Charlemont ;
  - centre européen des Métiers d'art.
- Juniville : musée Verlaine.
- La Horgne : musée des Spahis.
- La Wantzenau : MM Park France.
- L'Échelle : musée de l'École d'hier.
- Mouzon : Musée du Feutre.
- Novion-Porcien : musée Guerre et Paix en Ardennes.
- Rimogne : maison de l'Ardoise.
- Renwez : musée de la Forêt de Renwez.
- Douzy : musée des Débuts de l'aviation.
- Revin : maison espagnole de Revin, abritant le musée du Vieux Revin.
- Rocroi : musée de la Bataille de Rocroi.
- Sedan : musée municipal.
- Semuy : musée de la Bataille de mai-juin 1940.
- Warcq : musée du Vieux-Warcq.

### Aube
- Arsonval : musée Loukine.
- Bayel :
  - Cristallerie Royale de Champagne ;
  - écomusée du Cristal de Bayel.
- Bligny : écomusée du Château.
- Brienne-la-Vieille : écomusée de la Forêt d'Orient.
- Brienne-le-Château : musée Napoléon et des Trésors d'églises.
- Chaource : musée du Fromage.
- Creney-près-Troyes : musée des Girouettes.
- Crésantignes : musée du Passé simple.
- Droupt-Saint-Basle : château-musée d'Art populaire.
- Eaux-Puiseaux : musée du Cidre du Pays d'Othe.
- Essoyes : atelier Renoir.
- Estissac : musée de la Mémoire paysanne.
- La Chapelle-Saint-Luc : musée de l'Ancienne malterie.
- Les Riceys : musée des Vieux tacots.
- Maisons-lès-Chaource : musée des Poupées d'antan, de la Tonnellerie et de l'Art populaire.
- Marnay-sur-Seine : centre d'art contemporain.
- Mussy-sur-Seine : musée de la Résistance de l'Aube.
- Nogent-sur-Seine : musée Camille-Claudel, anciennement musée Paul Dubois-Alfred Boucher.
- Payns : musée Hugues de Payns.
- Romilly-sur-Seine : musée vivant de la Bonneterie.
- Troyes :
  - cité du Vitrail ;
  - musée d'Art moderne de Troyes ;
  - maison de l'Outil et de la Pensée ouvrière ;
  - musée des Beaux-Arts de Troyes ;
  - musée Di Marco ;
  - musée de Vauluisant ;
  - apothicairerie à l'Hôtel-Dieu-le-Comte ;
  - médiathèque de l'Agglomération troyenne.
- Saint-Léger-près-Troyes : Ferme musée rustique.
- Saint-Parres-aux-Tertres : nécropole paléochrétienne.
- Villenauxe-la-Grande : espace Patrimoine.

### Marne
- Châlons-en-Champagne :
  - musée des Beaux-Arts et d'Archéologie ;
  - musée du Cloître de Notre-Dame-en-Vaux ;
  - musée Schiller-Goethe, fermé en 2008 ;
  - musée Garinet ;
  - musée de la machine à coudre.
- Dormans :
  - moulin d'En-Haut ;
  - Mémorial des batailles de la Marne.
- Épernay :
  - musée champenois de l'Imprimerie ;
  - musée du Vin de Champagne et d'Archéologie régionale ;
  - musée des Pressoirs.
- Fismes : 
  - musée du Pain ;
  - musée France 40 Véhicules.
- Le Mesnil-sur-Oger : musée de la Vigne et du Vin.
- Mondement : musée d'Histoire.
- Œuilly :
  - Maison champenoise ;
  - musée de la Goutte ;
  - école 1900.
- Oger : musée des Traditions, de l'Amour et du Champagne.
- Pierry : château-musée du Machinisme.
- Rarécourt : musée de la Faïence.
- Reims Reims métropole :
  - Fonds régional d'art contemporain ;
  - Musée automobile Reims Champagne ;
  - fort de la Pompelle, musée de la Grande Guerre 14-18 ;
  - musée de la Base aérienne 112 et de l'Aéronautique locale ;
  - musée des Beaux-Arts ;
  - musée de la Reddition ;
  - musée-hôtel Le Vergeur ;
  - cryptoportique gallo-romain ;
  - planétarium et horloge astronomique ;
  - musée Saint-Remi ;
  - palais du Tau.
- Saint-Remy-en-Bouzemont-Saint-Genest-et-Isson : Musée champenois.
- Sainte-Marie-du-Lac-Nuisement : musée du Pays du Der.
- Sainte-Menehould : musée.
- Sommepy-Tahure : Musée franco-américain.
- Souain-Perthes-lès-Hurlus : musée.
- Suippes : centre d'interprétation Marne 14-18.
- Trois-Fontaines-l'Abbaye : musée du Vélo à l'abbaye de Trois-Fontaines.
- Valmy, centre historique de la Bataille de Valmy.
- Varennes-en-Argonne : musée d'Argonne.
- Verzenay : phare-musée de la Vigne.
- Vienne-le-Château : musée du Tulipier.
- Vraux : musée du Terrain d'aviation de Condé-Vraux.
- Vitry-le-François : musée de la Batellerie, dans l'ancienne bourse du travail.

### Haute-Marne
- Abbaye d'Auberive : centre d'art contemporain.
- Argentolles : musée de la Vigne et du Vin.
- Biesles : musée de la Tour du château.
- Bourbonne-les-Bains :
  - musée municipal d'Archéologie et de Peinture ;
  - musée du Thermalisme.
- Châteauvillain : tour de l'Auditoire.
- Chaumont :
  - maison du Livre et de l'Affiche-Les Silos ;
  - musée d'Art et d'Histoire ;
  - musée de la Crèche.
- Colombey-les-Deux-Églises :
  - La Boisserie ;
  - mémorial Charles-de-Gaulle.
- Dommartin-le-Franc : 
  - Conservatoire des arts de la métallurgie ;
  - Metallurgic Park.
- Faverolles : centre archéologique.
- Fayl-Billot : musée de la Vannerie.
- Langres :
  - maison des Lumières Denis Diderot ;
  - musée d'Art et d'Histoire.
- Mandres-la-Côte : ferme d'antan.
- Nogent : musée de la Coutellerie.
- Osne-le-Val : fonderie d'art du Val d'Osne.
- Rivière-les-Fosses : maison du Houblon.
- Saint-Dizier :
  - musée municipal de Saint-Dizier ;
  - musée-tour de l'ancienne usine Miko ;
  - maison du Petit-Paris, de l'artiste Marcel Dhièvre.
- Wassy : musée protestant de la Grange.

### Meurthe-et-Moselle
- Baccarat : musée de la Cristallerie.
- Conflans-en-Jarnisy : musée de l'Art forain et de la Musique mécanique.
- Jarville-la-Malgrange : Féru des Sciences.
- Longwy : musée des Émaux de Longwy.
- Lunéville : château de Lunéville.
- Nancy :
  - Muséum-Aquarium de Nancy ;
  - Musée lorrain ;
  - musée de l'École de Nancy (Art nouveau) ;
  - musée des Beaux-Arts.
- Pont-à-Mousson : Musée au fil du papier, musée d'histoire de la ville et des objets d'art en papier mâché.
- Saint-Nicolas-de-Port :
  - Musée français de la brasserie ;
  - musée du Cinéma et de la Photographie.
- Thorey-Lyautey : 
  - Musée Lyautey
  - Musée Général du Scoutisme en France
- Toul : musée d'Art et d'Histoire.
- Vannes-le-Châtel : cristallerie Daum.
- Velaine-en-Haye : musée automobile de Lorraine.

### Meuse
- Azannes-et-Soumazannes : village des vieux métiers d'Azannes.
- Bar-le-Duc : Musée barrois.
- Stenay : musée de la Bière.
- Verdun :
  - centre mondial de la Paix ;
  - musée de la Princerie.

### Moselle
- Amnéville-les-Thermes : musée de la Moto et du Vélo, classé trésor national.
- Aumetz et Neufchef : écomusée des Mines de fer de Lorraine.
- Bitche : musée de la Citadelle de Bitche.
- Gravelotte : musée de la Guerre de 1870 et de l'Annexion.
- Marsal : musée du Sel.
- Meisenthal : maison du Verre et du Cristal.
- Metz :
  - musée de la Cour d'Or ;
  - Centre Pompidou-Metz.
- Phalsbourg : Musée historique et Erckmann-Chatrian.
- Petite-Rosselle : La Mine, musée du carreau Wendel.
- Saint-Louis-lès-Bitche: La Grande Place - Musée du Cristal Saint-Louis.
- Sarreguemines :
  - musée de la Faïence ;
  - Moulin de la Blies - Musée des techniques faïencières.
- Soucht : musée du Sabotier.
- Thionville : musée de la Tour aux Puces.
- Vic-sur-Seille : musée départemental Georges-de-La-Tour.

### Vosges
- Bleurville : Musée archéologique et lapidaire de l'église abbatiale de Saint-Maur.
- Bruyères : musée Henri-Mathieu (arts populaires).
- Charmes : écomusée du Battant.
- Darney : Musée historique et militaire tchécoslovaque.
- Épinal :
  - musée du Chapitre (musée archéologique et historique) ;
  - musée de l'Image (imagerie d'Épinal) :
  - musée départemental d'Art ancien et contemporain.
- Fontenoy-le-Château : musée de la Broderie de Fontenoy-le-Château.
- Harsault : moulin Gentrey.
- Liffol-le-Grand : Musée archéologique.
- Martinvelle : Martinvelle jadis, collection d'autrefois.
- Mirecourt :
  - musée de la Lutherie et de l'Archèterie françaises ;
  - maison de la Musique mécanique et de la Dentelle.
- Monthureux-sur-Saône : musée du Patrimoine local.
- Rambervillers : musée de la Terre.
- Remiremont :
  - musée Charles de Bruyères ;
  - musée Charles-Friry.
- Saint-Dié-des-Vosges : musée Pierre-Noël de Saint-Dié-des-Vosges.
- Saulcy-sur-Meurthe : ferme-musée de la Soyotte.
- Thaon-les-Vosges : salle du Patrimoine local.
- Thuillières : musée Ève-Lavallière.
- Ventron : musée du Textile des Vosges.
- Ville-sur-Illon : écomusée vosgien de la Brasserie.
- Vincey : Musée militaire de Vincey.
- Xonrupt-Longemer : musée Faune Lorraine.

## Hauts-de-France

### Aisne
- Alaincourt : maison de Marie-Jeanne.
- Aubenton : musée Jean-Mermoz.
- Bellicourt : musée du Touage.
- Blérancourt : musée national de la Coopération franco-américaine.
- Bohain-en-Vermandois : maison familiale d'Henri Matisse.
- Brissy-Hamegicourt : musée La forge de Désiré Dequin
- Buironfosse : musée du Sabot.
- Crépy : musée automobile « Le garage de mon père »
- Château-Thierry : musée Jean de La Fontaine.
- Chauny : musée de Chauny.
- Chevregny : musée départemental de l'École publique.
- Guise : familistère de Guise.
- Hirson : musée-centre de documentation Alfred Desmasures.
- La Fère : musée Jeanne d'Aboville.
- La Ferté-Milon :
  - musée Jean Racine ;
  - musée régional du Machinisme agricole.
- Fresnoy-le-Grand : maison du Textile.
- Laon : musée d'Art et d'Archéologie de Laon.
- Marle : musée des Temps barbares.
- Neufchâtel-sur-Aisne : musée Émile Driant.
- Ribemont : musée Condorcet (maison natale de Nicolas de Condorcet).
- Saint-Quentin :
  - 115 Galerie d'art ;
  - musée Antoine-Lécuyer ;
  - musée des Papillons ;
  - village des métiers d'antan et musée Motobécane.
- Soissons : musée de Soissons.
- Tergnier : musée de la Résistance et de la Déportation de Picardie.
- Oulches-la-Vallée-Foulon : Caverne du Dragon, musée du Chemin des Dames.
- Vermand : musée du Vermandois.
- Villers-Cotterêts : musée Alexandre-Dumas.
- Wassigny : musée Louis Cornu.

### Nord
- Avesnes-sur-Helpe : musée de la Société d'archéologie (fermé).
- Bailleul : musée Benoît-De-Puydt.
- Bergues : musée du Mont-de-Piété.
- Cambrai : musée de Cambrai.
- Cassel : musée de Flandre.
- Le Cateau-Cambrésis : musée Matisse.
- Douai :
  - musée de la Chartreuse ;
  - Musée archéologique Arkéos.
- Dunkerque :
  - Lieu d'art et action contemporaine de Dunkerque (LAAC) ;
  - musée des Beaux-Arts ;
  - Musée portuaire.
- Escaudain : musée de la Mine et des Traditions populaires.
- Gravelines : musée du Dessin et de l'Estampe originale.
- Lewarde : Centre historique minier.
- Lille :
  - palais des Beaux-Arts ;
  - centre d'Art sacré contemporain ;
  - hospice Comtesse ;
  - musée d'Histoire naturelle ;
  - maison de l'Architecture et de la Ville ;
  - musée des canonniers.
- Loon-Plage : musée des Jeux traditionnels.
- Roubaix :
  - La Piscine – musée d'art et d'industrie André-Diligent ;
  - manufacture des Flandres, musée du Jacquard.
- Steenwerck : musée de la Vie Rurale.
- Tourcoing :
  - musée du 5 juin 1944 ;
  - musée des Beaux-Arts.
- Valenciennes : musée des Beaux-Arts.
- Villeneuve-d'Ascq :
  - Lille Métropole Musée d'Art moderne, d'Art contemporain et d'Art brut ;
  - musée de l'École ;
  - musée des Moulins.
- Wasquehal : musée du Cirque La Gardine.

### Oise
- Beauvais :
  - MUDO - Musée de l'Oise ;
  - manufacture de Beauvais, galerie nationale de la Tapisserie.
- Chantilly :
  - musée Condé, 2e musée de France par sa collection de peintures anciennes, gravures, dessins et manuscrits ;
  - musée vivant du Cheval ;
  - musée J.S de Panafieu ;
  - musée de la Dentelle.
- Compiègne :
  - musée de la Figurine historique ;
  - musée Antoine-Vivenel ;
  - musée du Château de Compiègne ;
  - musée national de la Voiture ;
  - musée de la Maquette.
- Creil : musée Gallé-Juillet.
- Crépy-en-Valois : musée de l'Archerie et du Valois.
- Fontaine-Chaalis : musée Jacquemart-André (abbaye de Chaalis).
- Hétomesnil : musée de la Vie agricole et Maïs Aventure.
- Lachapelle-aux-Pots : musée de la Poterie.
- Longueil-Annel : La Cité des bateliers.
- Méru : musée de la Nacre et de la Tabletterie.
- Noyon :
  - musée Jean Calvin ;
  - Musée du Noyonnais.
- Pierrefonds : château de Pierrefonds.
- Senlis :
  - musée de la Vénerie ;
  - musée d'Art et d'Archéologie ;
  - musée des Spahis.
- Vendeuil-Caply : Musée archéologique de l'Oise aux Marmousets.
- Verneuil-en-Halatte : musée de la Mémoire des Murs-Serge-Ramond.
- Warluis : musée de l'Aviation.

### Pas-de-Calais
- Arras :
  - musée des Beaux-Arts ;
  - carrière Wellington.
- Béthune : musée d'Ethnologie régionale.
- Boulogne-sur-Mer :
  - château-musée de Boulogne-sur-Mer ;
  - musée d'Histoire naturelle (fermé).
- Calais : musée des Beaux-Arts de Calais.
- Étaples : musée Quentovic.
- Harnes :
  - musée d'Histoire et d'Archéologie ;
  - musée de l'École et de la Mine.
- Helfaut : coupole d'Helfaut.
- Lens : Louvre-Lens.
- Montreuil : musée d'Art et d'Histoire Roger-Rodière.
- Oignies : musée de la Mine.
- Saint-Omer : musée de l'Hôtel Sandelin.

### Somme
- Abbeville : musée Boucher-de-Perthes.
- Albert : musée Somme 1916.
- Amiens :
  - musée de Picardie ;
  - Collection Charles de l'Escalopier, bibliothèque Louis-Aragon (Bibliothèques d'Amiens Métropole) ;
  - musée de l'Hôtel de Berny (musée d'art local et d'histoire régionale) ;
  - Fonds régional d'art contemporain (FRAC) ;
  - maison de Jules Verne.
- Beaumont-Hamel : Mémorial terre-neuvien.
- Doullens : musée Lombart.
- Lanchères : maison de la Baie de Somme.
- Longueval : Mémorial et Musée national sud-africain.
- Péronne :
  - musée Alfred-Danicourt ;
  - Historial de la Grande Guerre.
- Pozières : Le Tommy, café du Souvenir et petit musée.
- Saint-Riquier : musée départemental de Saint-Riquier.
- Saint-Valéry-sur-Somme : musée Picarvie.
- Thiepval : mémorial de Thiepval.
- Villers-Bretonneux : Musée franco-australien.

## Île-de-France

### Seine-et-Marne
- Barbizon :
  - maison-atelier de Jean- François Millet[2] ;
  - musée départemental de l'École de Barbizon.
- Bourron-Marlotte : Musée municipal.
- Chailly-en-Bière : Médiamusée et musée du Père Noël, ferme de la Fromagerie.
- Chamigny : Musée paysan, ferme de Godefroi.
- Chelles :
  - musée Alfred-Bonno ;
  - musée des Transports urbains, interurbains et ruraux (réouverture partielle).
- Coulommiers : musée municipal des Capucins.
- Coupvray : musée Louis-Braille.
- Crouy-sur-Ourcq : musée de la Vie quotidienne et du Terroir.
- Égreville : jardin-musée départemental Bourdelle d'Égreville.
- Grisy-Suisnes : musée de la Rose.
- Fontainebleau :
  - Musées du château de Fontainebleau : musée Napoléon Ier et musée chinois de l'Impératrice ;
  - Musée napoléonien ;
  - musée national des Prisons (fermé).
- Jouarre : musée de la Civilisation paysanne.
- Lagny-sur-Marne : musée Gatien-Bonnet.
- Le Mée-sur-Seine : musée Henri-Chapu.
- Longueville : musée vivant du chemin de fer.
- Maincy : musée des Équipages au château de Vaux-le-Vicomte.
- Meaux :
  - musée Bossuet ;
  - musée de la Grande Guerre du Pays de Meaux.
- Melun :
  - Musée municipal de Melun ;
  - musée de la Gendarmerie nationale.
- Misy-sur-Yonne : musée de la Maréchalerie et du Charronage.
- Montereau-Fault-Yonne : musée de la Faïence.
- Montigny-Lencoup : Musée mérovingien.
- Moret-sur-Loing :
  - musée du Sucre d'orge des religieuses de Moret ;
  - Musée municipal ;
  - conservatoire du Vélo ;
  - maison-musée Clemenceau.
- Nemours ;
  - Musée de Préhistoire d'Île-de-France ;
  - château-musée municipal de Nemours ;
- Pontault-Combault : centre photographique d’Île-de-France.
- Provins : musée de Provins et du Provinois.
- Réau : Musée aéronautique et spatial Safran.
- Reuil-en-Brie : maison du Meulier.
- Saint-Cyr-sur-Morin : musée départemental de la Seine-et-Marne.
- Savigny-le-Temple : Écomusée - Ferme du Coulevrain.
- Thomery : musée de l'Atelier Rosa-Bonheur.
- Vulaines-sur-Seine : musée départemental Stéphane-Mallarmé.

### Seine-Saint-Denis
- Aulnay-sous-Bois : conservatoire Citroën.
- La Courneuve : écomusée.
- Drancy : mémorial de la Shoah.
- Gournay-sur-Marne : musée Eugène-Carrière.
- Le Bourget : musée de l'Air et de l'Espace.
- Les Lilas : musée des Vampires et des Monstres de l'imaginaire.
- Livry-Gargan : musée d'Histoire locale
- Montfermeil : musée du Travail, moulin du Sempin.
- Montreuil : musée de l'Histoire vivante (musée d'horticulture).
- Neuilly-sur-Marne : musée d'Art et d'Histoire de la psychiatrie, hôpital de Ville-Évrard.
- Rosny-sous-Bois : Rosny-Rail, musée régional du chemin de fer de Rosny-sous-Bois, musée d'histoire.
- Sevran : musée technique des Poudres de l'armement.
- Saint-Denis : musée d'Art et d'Histoire Pau-Eluard.
- Saint-Ouen : musée Pierre-Cardin/Passé-Présent-Futur.

### Val-de-Marne
- Boissy-Saint-Léger : Musée napoléonien au château de Grosbois.
- Bry-sur-Marne : musée Adrien Mentienne.
- Champigny-sur-Marne : musée de la Résistance nationale.
- Charenton-le-Pont : musée Toffoli.
- Choisy-le-Roi : musée Marcel-Cachin.
- Créteil : maison d'Art.
- Fresnes : écomusée du Val de Bièvre.
- Gentilly : maison Robert Doisneau.
- Maisons-Alfort :
  - musée Fragonard de l'École vétérinaire de Maisons-Alfort ;
  - musée de l'Histoire locale et de la Coiffure.
- Nogent-sur-Marne : musée de Nogent-sur-Marne, maison d'Art Bernard Anthonioz.
- Périgny-sur-Yerres : closerie Falbala.
- Saint-Mandé : musée des Transports urbains.
- Saint-Maur-des-Fossés : Villa Médicis - Carré Médicis.
- Sucy-en-Brie : Musée municipal de Sucy.
- Villiers-sur-Marne : musée Emile-Jean.
- Vincennes : musée historique du Donjon de Vincennes.
- Vitry-sur-Seine :
  - musée d'Art contemporain du Val-de-Marne (Mac/Val) ;
  - Exploradôme.

### Val-d'Oise
- Argenteuil : musée d'Argenteuil.
- Auvers-sur-Oise :
  - musée de l'Absinthe ;
  - musée Daubigny.
- Butry-sur-Oise : musée des Tramways à vapeur et des Chemins de fer secondaires français (MTVS).
- Commeny : maison du Pain.
- Cormeilles-en-Parisis : musée du Plâtre et musée du vieux Cormeilles (musées réunis).
- Deuil-la-Barre : musée municipal Michel-Bourlet au château de la Chevrette.
- Écouen : musée national de la Renaissance.
- Ermont : Musée archéologique, historique et ethnographique.
- Guiry-en-Vexin : Musée archéologique départemental du Val-d'Oise.
- L'Isle-Adam : musée d'Art et d'Histoire Louis-Senlecq.
- Louvres : Archéa.
- Luzarches : collection « Les grands peintres en Val-d'Oise » au château de la Motte.
- Mériel : musée Jean-Gabin.
- Montmorency : musée Jean-Jacques-Rousseau.
- Osny : Espace William Thornley au château de Grouchy, musée départemental des Sapeurs-pompiers du Val-d'Oise.
- Parmain : collections archéologiques à la mairie.
- Pontoise :
  - musée Tavet-Delacour ;
  - musée Camille-Pissarro.
- Sagy : musée de la Moisson.
- Saint-Ouen-l'Aumône : musée départemental de l'Éducation.
- Saint-Prix : Musée archéologique et historique.
- Sannois : musée Utrillo-Valadon à la villa Rozée, musée de la Boxe (fermé).
- Sarcelles : Musée naval, maison du Patrimoine.
- Théméricourt : musée du Vexin français à la maison du parc naturel régional du Vexin français.
- Valmondois : maison de la Meunerie.
- Vémars : musée François-Mauriac.
- Viarmes : musée Pierre-Salvi.
- Wy-dit-Joli-Village : musée de l'Outil.

## Normandie

### Eure
- Les Andelys :
  - musée Nicolas-Poussin ;
  - mémorial Normandie-Niémen.
- Les Barils : palais de la Miniature et du Diorama.
- Beaumesnil : musée de la Reliure.
- Bernay : musée des Beaux-Arts de Bernay.
- Breteuil-sur-Iton : musée Vie et métiers d'autrefois.
- Conches-en-Ouche : musée du Verre François Décorchemont.
- La Couture-Boussey : musée des Instruments à vent.
- Évreux : musée d'Évreux.
- Ézy-sur-Eure : manufacture musée d'Ézy (peignes et parures du XVIIe au XXe siècle).
- Fleury-la-Forêt : musée des Poupées.
- Francheville : musée de la Ferronnerie.
- Giverny :
  - musée des Impressionnismes Giverny ;
  - Fondation Claude Monet (musée Claude-Monet) ;
  - musée de Mécanique naturelle (espace Baudy).
- La Haye-de-Routot : maison du Sabotier.
- Le Neubourg : musée de l'Écorché d'anatomie.
- Louviers : musée de Louviers.
- Manneville-sur-Risle : musée départemental de la Résistance et la Déportation.
- Montaure : musée du Cidre.
- Pont-Audemer : musée Alfred-Canel.
- Poses : musée de la Batellerie.
- Routot : musée du Lin.
- Sainte-Opportune-la-Mare : maison de la Pomme.
- Vernon : musée Alphonse-Georges-Poulain.

### Manche
- Réseau départemental des sites et musées de la Manche.
- Avranches :
  - Le Scriptorial (musée des manuscrits du Mont-Saint-Michel) ;
  - Musée municipal.
- Cherbourg-en-Cotentin :
  - musée Thomas-Henry ;
  - muséum d'Histoire naturelle d'Archéologie et d'Ethnographie ;
  - musée de la Libération.
- Coutances : musée Quesnel-Morinière.
- Ger : musée de la Céramique - Centre de création.
- Granville :
  - musée d'Art moderne Richard-Anacréon ;
  - musée Christian-Dior ;
  - Musée du Vieux Granville ;
  - Musée océanographique du Roc.
- Gréville-Hague : maison natale Jean-François Millet.
- Omonville-la-Petite : maison Jacques-Prévert
- Regnéville-sur-Mer : fours à chaux du Rey - Musée maritime de Regnéville.
- Saint-Côme-du-Mont : musée du Carrefour de l'homme mort.
- Saint-Lô :
  - musée des Beaux-Arts et d'Histoire ;
  - musée du Bocage normand.
- Saint-Michel-de-Montjoie : parc-musée du Granit.
- Saint-Vaast-la-Hougue : Musée maritime de l'Île Tatihou.
- Sainte-Marie-du-Mont : musée du Débarquement Utah Beach.
- Sainte-Mère-Église :
  - musée Airborne ;
  - ferme-musée du Cotentin.

### Seine-Maritime
- Bolbec : Atelier-musée du textile
- Canteleu : Pavillon Flaubert
- Caudebec-en-Caux
  - MuséoSeine
  - Musée Biochet-Bréchot (Maison des templiers)
- Dieppe :
  - Château-musée de Dieppe
  - Mémorial du 19 août 1942
- Duclair : Musée août 44
- Elbeuf : Musée d'Elbeuf
- Eu : Musée Louis-Philippe du château d'Eu
- Fécamp : Musée des Terras-Neuvas et de la pêche
- Harfleur : Musée du Prieuré
- Le Havre
  - Musée d'art moderne André-Malraux
  - Muséum d'histoire naturelle du Havre
  - Maison de l'armateur
  - Musée du Prieuré de Graville
- Lillebonne : Musée de Lillebonne
- Martainville-Épreville : Musée des traditions et arts normands
- Neufchâtel-en-Bray : Musée Mathon-Durand
- Montville : Musée des Sapeurs-Pompiers de France
- Notre-Dame-de-Bondeville : Musée industriel de la corderie Vallois
- Offranville : Musée Jacques-Émile-Blanche
- Rouen
  - Musée des Beaux-Arts
  - Musée des Antiquités
  - Musée de la céramique
  - Musée Flaubert et d'histoire de la médecine
  - Muséum de Rouen
  - Musée Jeanne-d'Arc
  - Musée Le Secq des Tournelles
  - Musée maritime fluvial et portuaire de Rouen
  - Musée national de l'Éducation
  - Gros-Horloge
  - Tour Jeanne-d'Arc
- Saint-Nicolas-d'Aliermont : Musée de l'horlogerie de Saint-Nicolas-d'Aliermont
- Yvetot : Musée des ivoires d'Yvetot

## Nouvelle-Aquitaine

### Charente
- Angoulême
  - Musée des beaux-arts d'Angoulême
  - Musée du papier
  - Musée de la bande dessinée
  - Musée de la Société archéologique et historique de la Charente
  - Musée de la Résistance et de la Déportation
- Chasseneuil-sur-Bonnieure : Mémorial de la Résistance
- Cognac
  - Musée d'art et d'histoire
  - Musée des Arts du Cognac

### Corrèze
- Bort-les-Orgues : Musée de la Tannerie et du Cuir
- Brive-la-Gaillarde :
  - Musée Labenche
  - Musée Edmond-Michelet
- Meymac : 
  - Centre d'art contemporain de Meymac
  - Musée d'archéologie et du patrimoine Marius-Vazeilles
- Neuvic : Musée départemental de la Résistance Henri-Queuille
- Sarran : Musée du Président Jacques Chirac
- Tulle : Cité de l'accordéon et des patrimoines de Tulle
- Ussel : Musée du pays d'Ussel

### Creuse
- Aubusson : Musée départemental de la tapisserie d'Aubusson
- Bénévent-l'Abbaye : Scénovision de Bénévent-l'Abbaye
- Bosmoreau-les-Mines : Musée de la Mine de Bosmoreau-les-Mines
- Bourganeuf : Musée de l'électrification de Bourganeuf
- Chéniers : Écomusée Tuilerie de Pouligny
- Guéret : Musée de la Sénatorerie de Guéret

### Deux-Sèvres
- Bougon : Musée des tumulus de Bougon
- Coulon : Maison du marais poitevin
- Melle : Musée collection de motocyclettes Monet & Goyon
- Niort
  - Musée Bernard d'Agesci
  - Musée du donjon
- Oiron : Château d'Oiron
- Parthenay : Musée municipal
- Souvigné : Musée de la coiffe et du monde rural
- Thouars : Musée Henri-Barré

### Vienne
- Bessines-sur-Gartempe : Urêka
- Châtellerault : Musée de Châtellerault
- Chauvigny
  - Espace d'archéologie industrielle
  - Musée des traditions populaires et d’archéologie
- Civaux : Musée archéologique de Civaux
- Curzay-sur-Vonne : Musée du Vitrail
- Loudun : Musée Charbonneau-Lassay
- Lussac-les-Châteaux : Musée de Préhistoire
- Montmorillon : Musée d'Art et d'Histoire de Montmorillon
- Poitiers
  - Baptistère Saint-Jean
  - Musée Rupert-de-Chièvres
  - Musée Sainte-Croix
- Rouillé
  - Musée de la machine à coudre

### Haute-Vienne
- Beaumont-du-Lac : Centre international d'art et du paysage de Vassivière
- Châteauponsac : Musée d'histoire et d'archéologie René Baubérot
- Limoges
  - Musée de l'Évêché
  - Musée national de Porcelaine Adrien Dubouché
  - Cité des métiers et des arts de Limoges
  - Musée de la résistance et de la déportation Henri-Chadourne
- Oradour-sur-Glane : Centre de la mémoire d'Oradour-sur-Glane
- Rochechouart : Musée départemental d'art contemporain de Rochechouart
- Saint-Léonard-de-Noblat : HistoRail

## Occitanie

### Ariège
- Foix : Musée du château
- Lavelanet : Musée du textile et du peigne en corne
- Luzenac : Musée du talc
- Le Mas-d'Azil : Musée de préhistoire
- Niaux : Musée pyrénéen
- Orlu : Observatoire de la montagne
- Saint-Lizier : Palais des Évêques
- Tarascon-sur-Ariège : Parc pyrénéen de l'art préhistorique

### Aude
- Bram : Maison de l'archéologie - Musée Eburomagus
- Carcassonne
  - Musée des Beaux-Arts de Carcassonne
  - Musée de l'Inquisition
  - Musée de l'École
  - Maison des Mémoires- Centre Joë-Bousquet et son temps
- Castelnaudary
  - Musée du Lauragais
  - Musée archéologique du Présidial
- Espéraza
  - Musée des Dinosaures
  - Musée de la Chapellerie
- Fabrezan : Musée Charles-Cros
- Abbaye de Fontfroide : Musée Gustave-Fayet
- Lagrasse
  - Collection Cérès Franco
  - Musée-caveau 1900
- Le Somail: Musée de la Chapellerie
- Limoux
  - Musée Petiet
  - Musée du Piano
  - Musée des Automates
- Montségur : Musée archéologique du Château
- Montolieu
  - Musée des Arts et Métiers du Livre-Michel Braibant
  - La Coopérative - Centre d'Art et de Littérature
- Narbonne
  - Musée archéologique
  - Musée d'art et d'histoire
  - Musée Horreum
  - Musée lapidaire
  - Maison natale de Charles Trenet
- Puivert : Musée du Quercorb
- Rennes-le-Château : Domaine du Presbytère
- Sallèles-d'Aude
  - Musée du Vieux-Sallèles
  - Amphoralis : musée de l'atelier de poterie antique de Sallèles-d'Aude
- Sigean : L.A.C. (Lieu d'Art Contemporain)
- Villeneuve-Minervois : Musée de la Truffe audoise.

### Gard
- Alès
  - Musée du Colombier
  - Musée minéralogique de l'École des Mines
  - Musée-bibliothèque Pierre-André-Benoit
  - Mine témoin d'Alès
- Anduze : Musée de la Musique
- Arpaillargues
  - Musée 1900
  - Musée du Train et du Jouet
- Bagnols-sur-Cèze
  - Musée Albert-André
  - Musée Léon-Alègre
- Beaucaire
  - Musée Auguste-Jacquet
  - Musée du Cheval et de l'Eperonnerie d'Art
- Calvisson : Maison du Boutis
- Domazan : Musée du vélo et de la moto
- La Grand'Combe
  - Maison du Mineur et puits Ricard
  - Maison des Métiers anciens
- Marguerittes : Maison de la Garrigue
- Mialet : Musée du Désert, situé dans le hameau du Mas Soubeyran
- Molezon : Magnanerie de la Roque
- Nages-et-Solorgues : Musée archéologique
- Nîmes
  - Carré d'art- Musée d'Art Contemporain
  - Musée d'histoire naturelle
  - Musée des Beaux-Arts
  - Musée du Vieux Nîmes
  - Musée des Cultures taurines
  - Musée de la Romanité
- Pont-du-Gard : espace muséographique
- Pont-Saint-Esprit
  - Musée d'Art sacré du Gard
  - Musée Paul-Raymond
- Remoulins : Musée des Enfants et Musée Moto-Vélo
- Rousson : Préhistorama - Musée de l'Évolution de l'Homme
- Saint-Christol-lès-Alès : Musée du Scribe
- Saint-Gilles : La Maison romane
- Saint-Hippolyte-du-Fort
  - Musée de la soie
  - Musée des Sapeurs-Pompiers
- Saint-Jean-de-Valeriscle : Musée des Blasons
- Saint-Jean-du-Gard : Musée des vallées cévenoles
- Saint-Quentin-la-Poterie : Musée de la poterie méditerranéenne
- Sauve : Conservatoire de la Fourche
- Uzès
  - Musée de l'agriculture et de la locomotion
  - Musée du Bonbon
  - Musée municipal Georges-Borias
- Vallabrègues : Musée de la Vannerie et de l'Artisanat
- Le Vigan
  - Musée cévenol
  - Musée des Jouets
- Villeneuve-lès-Avignon : Musée Pierre-de-Luxembourg

### Haute-Garonne
- Aurignac : Musée de la Préhistoire
- Bagnères-de-Luchon : Musée du Pays de Luchon
- Martres-Tolosane : Musée archéologique
- Muret : Musée Clément Ader
- Saint-Bertrand-de-Comminges : Musée archéologique départemental de Saint-Bertrand-de-Comminges
- Saint-Gaudens : Le Musée - Arts & Figures des Pyrénées Centrales
- Saint-Frajou : Musée de Peinture de Saint-Frajou
- Toulouse
  - Musée Georges Labit
  - Musée des Augustins
  - Museum d’histoire naturelle
  - Musée d'art moderne et contemporain Les Abattoirs
  - Château d'eau de Toulouse
  - Cité de l'espace
  - Fondation Bemberg
  - Musée du Vieux Toulouse
  - Musée de l'Affiche
  - Musée départemental de la Résistance et de la Déportation
  - Musée Saint-Raymond ou musée des Antiques
  - Musée Paul-Dupuy
  - Musée du Compagnonnage
  - Musée des instruments de médecine des hôpitaux de Toulouse

### Gers
- Auch : Musée des Jacobins
- Béraut : Musée d'art naïf
- Condom : Musée de l'Armagnac
- Eauze : Musée archéologique d'Eauze
- L'Isle-Jourdain : Musée Européen d'Art Campanaire
- Lectoure : Musée Eugène Camoreyt
- Lupiac : Musée d'Artagnan
- Mirande : Musée des Beaux-Arts de Mirande
- Saint-Clar : Musée de l'école publique

### Hérault
- Agde
  - Musée agathois Jules-Baudou
  - Musée de l'Éphèbe
- Aniane : Musée vivant du roman d'aventures
- Bassan : Musée des meubles modestes
- Bédarieux : Maison des arts de Bédarieux
- Béziers
  - Musée des Beaux-Arts de Béziers
  - Musée du Biterrois
  - Musée Injalbert - Hôtel Fayet
  - Espace Taurin
  - Espace Paul-Riquet
- Bouzigues
  - Musée de l'étang de Thau
  - Musée du Sapeur pompier
- Castelnau-le-Lez : Centre régional d'Histoire de la Résistance et de la Déportation
- Cazedarnes : Musée de l'Abbaye de Fontcaude
- Cazouls-lès-Béziers :
  - Musée des Émile vignerons
  - Salle du Patrimoine
- Claret : La Halle du Verre
- Courniou : Musée français de la Spéléologie
- Cruzy : Musée de Cruzy
- Faugères : Ecomusée l'Oustal des Abeilles
- Fraisse-sur-Agout : Pailher de Prat d'Alaric
- Frontignan : Musée de Frontignan
- Gignac
  - Musée de l'Hydraulique
  - Musée du Tambourin
- Hérépian : Musée de la Cloche et de la Sonnaille
- Lattes : Musée archéologique Henri-Prades - Site archéologique Lattara
- Lavérune : Musée municipal Hofer-Bury
- Les Matelles : Maison des Consuls - Musée d'arts et d'archéologie
- Lodève
  - Musée de Lodève - Hôtel du cardinal de Fleury
  - Apothicairerie de l'Hôpital Saint-Jean
  - Manufacture nationale de Tapis de la Savonnerie de Lodève
- Loupian : Villa gallo-romaine de Loupian
- Lunel : Musée Médard
- Marsillargues : Musée Paul Pastre
- Magalas : Espace Vins et Campanes
- Mèze
  - Musée du Parc de la Plaine des Dinosaures
  - Musée-Parc Préhistoire Origine Évolution
- Minerve
  - Musée d'Archéologie et de Paléontologie du Minervois
  - Musée Hurepel
- Montpellier
  - Sciences naturelles et techniques
    - Agropolis Museum
    - Musée d'Anatomie
    - Musée de la Pharmacie
    - Pharmacie de l'Œuvre de la Miséricorde

  - Art, archéologie et traditions
    - Musée Atger
    - Musée Fabre
    - Musée languedocien
    - Musée des Arts décoratifs - Hôtel Cabrières-Sabatier-d'Espeyran
    - Musée du Vieux Montpellier et musée du Fouga
    - Espace d'Art photographique - Le Pavillon populaire
    - Espace Dominique-Bagouet
    - Musée des Moulages
- Murviel-lès-Béziers : Musée archéologique
- Nissan-lez-Enserune : Musée de l'Oppidum d'Ensérune
- Olargues : Musée d'histoire locale
- Olonzac : Musée archéologique du Minervois
- Palavas-les-Flots
  - Musée humoristique Albert-Dubout
  - Musée du Train à Vapeur
  - Musée du Patrimoine Jean-Aristide-Rudel
- Pézenas
  - Musée de Vulliod Saint-Germain
  - Musée Boby-Lapointe
  - Scénovision Molière
  - Musée du Jouet
- Quarante : Musée archéologique
- Saint-Gervais-sur-Mare : Maison Cévenole des Arts et Traditions Populaires
- Saint-Guilhem-le-Désert
  - Musée lapidaire de l'Abbaye de Gellone
  - Musée Le Village d'Antan
- Saint-Jean-de-Fos : Argileum - la maison de la poterie
- Saint-Pons-de-Thomières : Musée de Préhistoire régionale
- Sérignan : Musée régional d'art contemporain Languedoc-Roussillon
- Sète
  - Musée Paul-Valéry
  - Espace Georges-Brassens
  - Musée international des arts modestes (MIAM)
  - Musée de la Mer
  - Maison de l'Image documentaire (MID)
  - Centre régional d'art contemporain Languedoc-Roussillon (CRAC)
- Valras : Palais de la Maquette
- Villemagne-l'Argentière : Musée archéologique des Hauts-Cantons Église Saint-Grégoire
- Villetelle : site d'Ambrussum
- Viols-en-Laval : Village préhistorique de Cambous

### Lot
- Cahors
  - Musée de Cahors Henri-Martin
  - Musée de la résistance, de la déportation et de la libération du Lot
  - Musée du vin et de la table lotoise
- Calès : Palais de la Miniature et du Diorama (fermé)
- Cazals : Musée-Atelier des Vieilles Mécaniques A.Q.V.M.
- Figeac
  - Musée Champollion
  - Musée d'histoire de Figeac
- Montcabrier : Musée Le livre et la lettre
- Souillac : Musée de l'Automate de Souillac (fermé définitivement)

### Lozère
- Albaret-Sainte-Marie
  - Plus petit musée du monde
  - Géoscope de l'aire de la Lozère
- Banassac : Musée archéologique de Banassac
- Châteauneuf-de-Randon : Musée du Guesclin
- Hures-la-Parade : Ferme Caussenarde d'Autrefois
- Javols : Javols Anderitum Musée et site archéologique de Javols
- Langogne
  - Filature des Calquières
  - Musée d'art sacré
- Le Pont-de-Montvert : Écomusée du mont Lozère
- Mende : Forum des Terroirs
- Pied-de-Borne : Musée de la Châtaigne
- Pont-Ravagers : Musée du Cévenol
- Saint-Chély-d'Apcher
  - Musée de la métallurgie
  - Musée des papillons
- Sainte-Enimie : Écomusée Le Vieux Logis
- Valleraugue : Météosite du Mont-Aigoual.

### Hautes-Pyrénées
- Bagnères-de-Bigorre : Musée Salies
- Lourdes : Musée pyrénéen de Lourdes
- Maubourguet : Musée archéologique
- Tarbes : Musée Massey

### Pyrénées-Orientales
- Amélie-les-Bains-Palalda : Centre d'interprétation Charles-Rennie-Mackintosh
- Argelès-sur-Mer : Casa de l'Albera Maison du Patrimoine
- Banyuls-sur-Mer : Musée Aristide-Maillol
- Bélesta : Château-musée de la Préhistoire récente
- Cabestany : Centre de sculpture romane
- Céret
  - Maison du Patrimoine Françoise-Claustre
  - Musée d'art moderne
  - Musée des instruments de Céret
- Collioure : Musée d'art moderne - Fonds Peské
- Elne : Musée Terrus d'Elne
- Ille-sur-Têt : L'Hospici d'Illa - Ancien hospice Saint-Jacques
- Maureillas-las-Illas : Musée du Liège
- Perpignan
  - Musée Hyacinthe-Rigaud
  - Musée des monnaies et médailles Joseph-Puig
  - Muséum d'histoire naturelle
  - Musée catalan des arts et traditions populaires Casa Pairal Le Castillet
  - Centre d'art contemporain Walter Benjamin
- Prades : Espace Pablo-Casals-Médiathèque de Prades
- Rivesaltes
  - Musée Joffre
  - Mémorial du Camp de Rivesaltes
- Saint-Cyprien : Les collections de Saint-Cyprien
- Saint-Laurent-de-Cerdans : Maison du patrimoine et de la mémoire
- Sainte-Léocadie : Musée de Cerdagne - Ferme Cal Mateu
- Saint-Michel-de-Llotes : Musée de l'Agriculture catalane
- Saint-Paul-de-Fenouillet : Le Chapitre
- Serralongue : Musée médiéval
- Tautavel : Musée de Tautavel - Centre européen de préhistoire
- Thuir
  - Musée des arts et traditions populaires
  - Musée de la faune et de la flore
- Vernet-les-Bains : Musée d'histoire naturelle.

### Tarn-et-Garonne
- Auvillar
  - Musée du Vieil Auvillar
  - Musée de la batellerie
- Cordes-Tolosannes : Abbaye de Belleperche (musée des arts de la table)
- Ginals : Abbaye de Beaulieu-en-Rouergue
- Montauban
  - musée Ingres Bourdelle
  - Musée des jouets
  - Muséum d'histoire naturelle Victor Brun
  - Musée du Terroir
  - Musée de la Résistance et de la Déportation
  - Musée Marcel-Lenoir
- Grisolles
  - Musée Calbet

## Pays de la Loire

### Loire-Atlantique
- Batz-sur-Mer :
  - Le Grand Blockhaus
  - musée des marais salants
- La Baule : musée aéronautique de la Côte d'Amour
- La Baule : musée Bernard-Boesch
- Le Loroux-Bottereau : musée de la Vigne et du Vin de l'abbaye de Sainte-Radegonde
- Nantes

- Le Pallet : musée du vignoble nantais
- Saint-Nazaire :
  - écomusée de Saint-Nazaire
  - Escal'Atlantic

### Maine-et-Loire
- Angers
  - Galerie David d'Angers
  - Logis Pincé
  - Musée des Beaux-Arts
  - Musée Jean-Lurçat et de la tapisserie contemporaine
  - Musée Régional de l'Air d'Angers-Marcé
  - Muséum des sciences naturelles d'Angers
  - Musée du génie militaire
- Beaufort-en-Vallée : Musée Joseph Denais
- Baugé : Musée d'art et d'histoire de Baugé
- Cholet
  - Musée d'art et d'histoire
  - Musée du textile et de la mode
- Fontevraud-l'Abbaye : musée d'art moderne de Fontevraud - collection Martine et Léon Cligman
- Mauges-sur-Loire : Musée des métiers de Saint-Laurent-de-la-Plaine
- Montsoreau : Château de Montsoreau-Musée d'Art Contemporain
- Noyant-la-Gravoyère : La Mine Bleue
- Parçay-les-Pins : Musée Jules-Desbois
- Saint-André-de-la-Marche : Musée des métiers de la chaussure (du sabot à la chaussure moderne)
- Saint-Clément-des-Levées : Musée Loire et métiers (exposition spécialisée sur la Marine de Loire en Anjou)
- Sainte-Gemmes-sur-Loire : Musée des boissons et de la Sommellerie
- Saint-Lambert-du-Lattay : Musée de la Vigne et du Vin d'Anjou
- Saumur
  - Musée des blindés de Saumur
  - Musée du moteur
- Trélazé : Musée de l'ardoise

### Mayenne
- Ambrières-les-Vallées : Musée des tisserands : l'histoire du chanvre, culture principale du Maine devenu Mayenne, dans une authentique maison de tisserands du XVIIe siècle.
- Beaulieu-sur-Oudon : Musée de la moisson
- Château-Gontier : Musée d'Art et d'Archéologie - Hôtel Fouquet
- Chémeré-le-Roi : Moulin de Thévalles : moulin à eau sur quatre niveaux, 1850.
- Cossé-le-Vivien : Musée Robert Tatin
- Denazé : Musée de la vieille forge : le métier de forgeron, dans une maison du XVIIe siècle.
- Fontaine-Couverte : Moulin des gués : moulin à vent de type angevin à 3 étages, 1824.
- Grez-en-Bouère : Moulin de la Guénaudière : moulin cavier.
- Jublains : Musée archéologique départemental de Jublains
- Juvigné : Musée du moteur et de l'outil à la ferme : moteurs, tracteurs, batteuses... antérieurs aux années 1950.
- Laval
  - Musée du Vieux-Château
  - Musée des Sciences de Laval
- Lignières-Orgères : Musée des moteurs et de l'outillage
- Madré : Écomusée de Madré : une ferme mayennaise du début du siècle dernier.
- Melleray-la-Vallée : Musée du cidre : la récolte, la transformation, la production, les outils d'hier et d'aujourd'hui.
- Pontmain : Maison des Oblats de Pontmain
- Renazé : Musée de l'ardoise et de la géologie : sur l'ancien site ardoisier, toutes les étapes de l'exploitation autour d'un puits d'extraction.
- Saint-Ouen-des-Toits : Musée de la chouannerie et de la Révolution : dans la "closerie des poiriers", l'ancienne maison de Jean Cottereau dit Jean Chouan, l'histoire de ce personnage, de la Chouannerie et de la paysannerie de 1750 à 1850.
- Sainte-Suzanne
  - Musée de l'auditoire: Sainte-Suzanne, cité médiévale, mille ans d'Histoire : maquettes, objets authentiques, armes du Moyen Âge, et la plus ancienne armure conservée en France (1410-1420).
  - Centre d'interprétation de l'architecture et du patrimoine (CIAP) de la Mayenne, au château,
  - Le Grand Moulin,
  - Musée du jouet et de la plaque émaillée (collection privée),
- Thorigné-en-Charnie - Saint-Pierre-sur-Erve : Espace Nature et Préhistoire de Saulges, aux Grottes de Saulges
- Villaines-la-Juhel : Musée du pot au lait : Conservatoire de la laiterie fermière d'antan

### Sarthe
- Le Mans
  - Musée Vert, musée d'histoire naturelle
  - Musée de Tessé, musée des Beaux-Arts
  - Musée de la Reine Bérengère, musée ethnographique
  - Musée d'archéologie et d'histoire du Maine, musée archéologique
  - Collégiale Saint-Pierre-la-cour
  - Musée automobile de la Sarthe
- Saint-Calais : Musée-Bibliothèque, cabinet de curiosités

### Vendée
- Faymoreau : Centre minier
- La Roche-sur-Yon
  - Musée municipal
  - Musée SIMCA Yonnais
- Les Lucs-sur-Boulogne : Historial de la Vendée
- Mouilleron-en-Pareds : Musée national des Deux Victoires (musée Georges-Clemenceau et Jean de Lattre)
- La Barre-de-Monts : Écomusée du marais vendéen - Le Daviaud
- Les Sables-d'Olonne : Musée de l'Abbaye Sainte-Croix
- Mortagne-sur-Sèvre : Musée du Mange Cailloux
- Noirmoutier-en-l'Île : Musée du château
- Saint-Hilaire-de-Riez : Bourrine du Bois-Juquaud
- Saint-Vincent-sur-Jard : Maison de Georges Clemenceau
- Talmont-Saint-Hilaire : Musée automobile de Vendée

## Provence-Alpes-Côte d'Azur

### Alpes-de-Haute-Provence
- Barcelonnette : Musée de la Vallée
- Digne-les-Bains
  - Musée Gassendi, musée des Beaux-Arts et muséum d'histoire naturelle.
  - Musée de la réserve géologique de Haute-Provence
  - Musée Alexandra David-Néel
- Mane : Musée de Salagon
- Ongles
  - Maison d'Histoire et de Mémoire d'Ongles
- Quinson : Musée de Préhistoire des gorges du Verdon

### Hautes-Alpes
- Aiguilles : Musée du Vieux Queyras
- Gap : Musée Muséum départemental des Hautes-Alpes
- Le Monêtier-les-Bains : Musée d'art sacré
- Veynes : Écomusée du cheminot Veynois

## Outre-mer

### Mayotte
- Bandrele : Écomusée du sel
- Dzaoudzi : MuMa - musée de Mayotte
- Sada : Écomusée de la vanille et de l'ylang-ylang (fermé)

### La Réunion
- Saint Denis
  - Artothèque
  - Musée Léon-Dierx
  - Muséum d'histoire naturelle de La Réunion
- Bourg-Murat : Cité du Volcan
- Cilaos : Broderie de Cilaos
- Hell-Bourg :
  - Écomusée de Salazie (fermé)
  - Maison Morange (musée des musiques et instruments de l'océan Indien)
- La Plaine-des-Palmistes : Domaine des Tourelles (musée des métiers d'art)
- Saint Leu :
  - Musée Stella Matutina
  - Frac Réunion
  - Musée du Sel
  - Kélonia
- Saint-Louis : Musée des arts décoratifs de l'océan Indien
- Saint Paul
  - Maison des civilisations et de l'unité réunionnaise (projet abandonné)
  - Musée de Villèle
- Saint-Philippe : Musée Au bon roi Louis
- Saint Pierre : Saga du Rhum
- Sainte-Rose : Centre d'interprétation du volcanisme littoral

### Nouvelle-Calédonie
- Bourail : Musée de Bourail
- Nouméa : Centre culturel Tjibaou

### Polynésie française
- Punaauia : Musée de Tahiti et des Îles

### Saint-Martin
- Musée de Marigot, sur les traces des Arawak[3]

### Saint-Pierre-et-Miquelon
- Saint-Pierre :
  - L'Arche Musée et Archives
  - Musée Archipélitude
  - Musée Héritage
- Miquelon :
  - Musée de Miquelon

### Wallis-et-Futuna
- Mata Utu : Uvea Museum Association